# The End of the Dream/Rouge
「The End of the Dream/Rouge」（ジ・エンド・オブ・ザ・ドリーム/ルージュ）は、LUNA SEAの16枚目のシングル。2012年12月12日発売。

## 解説
「THE ONE-crash to create-」に続く、再始動後2枚目のCDシングルであり、再始動以前の所属レーベルであったユニバーサルミュージックに移籍後1枚目のシングルである。
全4仕様で発売され、LUNA SEA初の両A面シングルとなった。
本CD発売前に行われたツアー「The End of the Dream ZEPP TOUR 2012 『降臨』」で、両曲とも先行披露された。
各曲ともにPVが作られた。PVが作られるのは「LOVE SONG」以来12年ぶりのこととなった。
両曲ともセットでメンバーが曲を演奏しているものである。「The End of the Dream」は、クレーン等の大掛かりな機材で撮影され、「Rouge」では、iPadの動画撮影を使用して撮影された。両曲ともディレクターは立本洋之。

## 収録曲
全作詞・作曲・編曲:LUNA SEA

### 初回限定盤A
- SHM-CD

1. The End of the Dream
J原曲。2012年から2013年に掛けて行われたツアーのタイトルにもなっている。
2. Rouge
「GOODYEAR EAGLE LS EXE」CMソング。
SUGIZO原曲。シングル曲にタイアップが着いたのは、「TONIGHT」以来12年ぶりとなった。

- Blu-ray Disc

1. The End of the Dream (MUSIC VIDEO)
2. Rouge (MUSIC VIDEO)

### 初回限定盤B
- CD

1. The End of the Dream
2. Rouge

- DVD

1. The End of the Dream (MUSIC VIDEO)

### 初回限定盤C
- CD

1. Rouge
2. The End of the Dream

- DVD

1. Rouge (MUSIC VIDEO)

### 通常盤
- CD

1. The End of the Dream
2. Rouge

## 収録アルバム
- The End of the Dream
  - A WILL
- Rouge
  - A WILL